# Tetrathemistinae

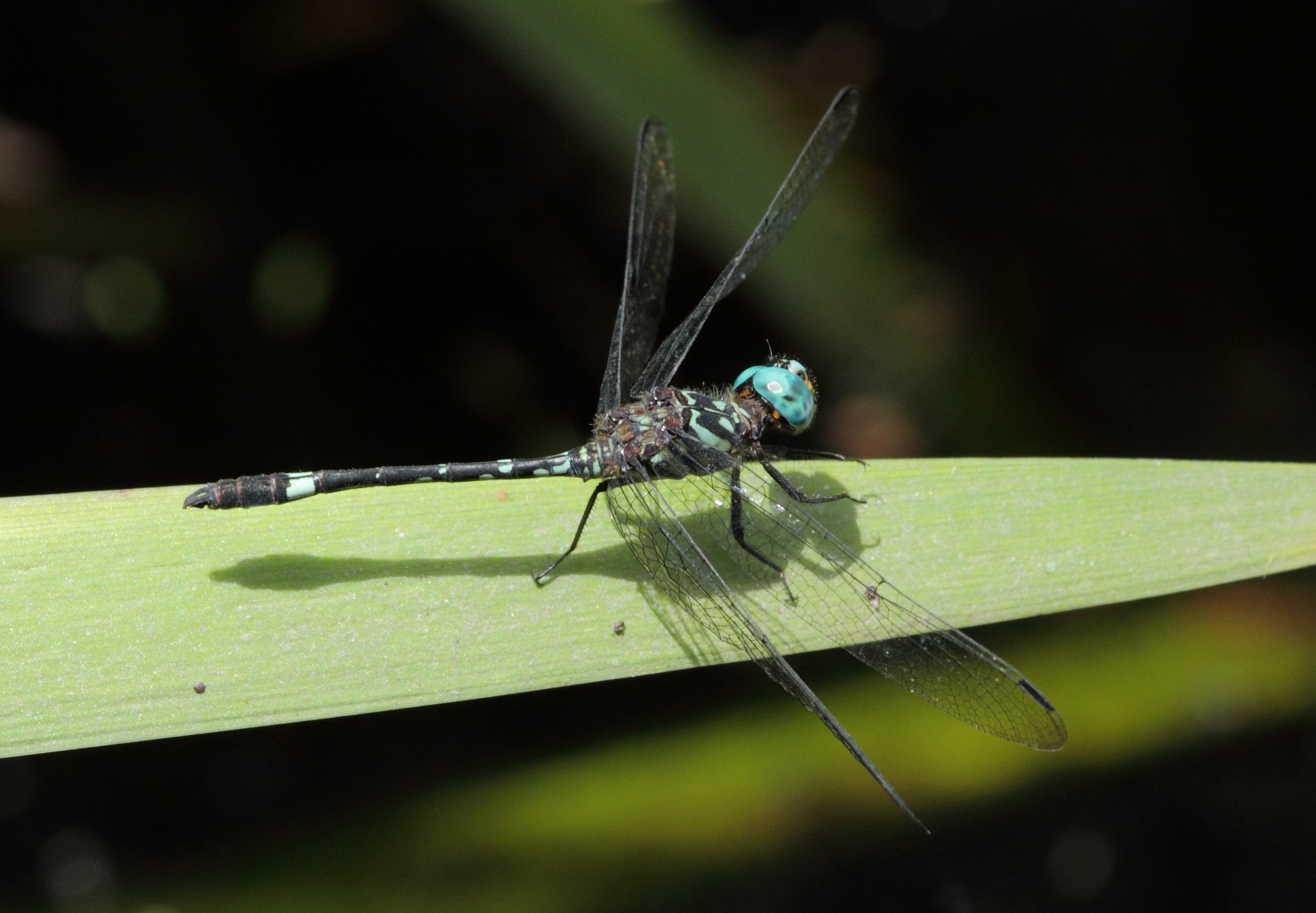
Notiothemis jonesi

Tetrathemistinae bezeichnet eine Unterfamilie der Segellibellen (Libellulidae) innerhalb der Libellen. Sie beinhaltet 19 Gattungen und wurde 1917 durch Tillyard eingerichtet. Zugeordnet werden ihr alle Gattungen, bei denen das Flügeldreieck im Vorderflügel vier Seiten hat, weil die obere Ader nicht gerade verläuft. Ob diese Arten auch wirklich einander nahestehen, ist umstritten. Ihre Verbreitung erstreckt sich über Afrika, Asien und Australien.

## Merkmale
Die Arten der Unterfamilie Tetrathemistinae sind meist von sehr kleiner Größe. Die Flügeladerung ist bei Vertretern dieser Unterfamilie sehr ursprünglich.  Die letzte Antenodalader im Vorderflügel ist nur bei den Gattungen Bironides und Microtrigonia unvollständig, reicht also nicht von der Costalader bis zur Radiusader.

## Systematik
Neben der namensgebenden Typgattung der Tetrathemis beinhalten die Tetrathemistinae Vertreter weiterer 18 Gattungen.:
- Archaeophlebia
- Bironides
- Calophlebia
- Celebophlebia
- Hylaeothemis
- Hypothemis
- Malgassophlebia
- Mesumbethemis
- Micromacromia
- Microtrigonia
- Nannophlebia
- Neodythemis
- Neophlebia
- Notiothemis
- Palaeothemis
- Risiophlebia
- Sleuthemis
- Tapeinothemis
- Tetrathemis